# Ostodes
Ostodes là một chi ốc nhiệt đới đất liền có mang và nắp (động vật chân bụng)|nắp ốc, là động vật chân bụng sống trên cạn động vật thân mềm thuộc họ Neocyclotidae (theo hệ thống phân loại các loài Gastropoda của Bouchet & Rocroi, 2005).

## Các loài
Các loài trong chi Ostodes include:
- Ostodes adjunctus
- Ostodes artensis
- Ostodes bacageanus
- Ostodes brazieri
- Ostodes liberata
- Ostodes minor, (Thwaites) Muell.arg.
- Ostodes montrouzieri
- Ostodes plicatus
- Ostodes strigatus
- Ostodes upolensis